# Оренчук Василь Якович

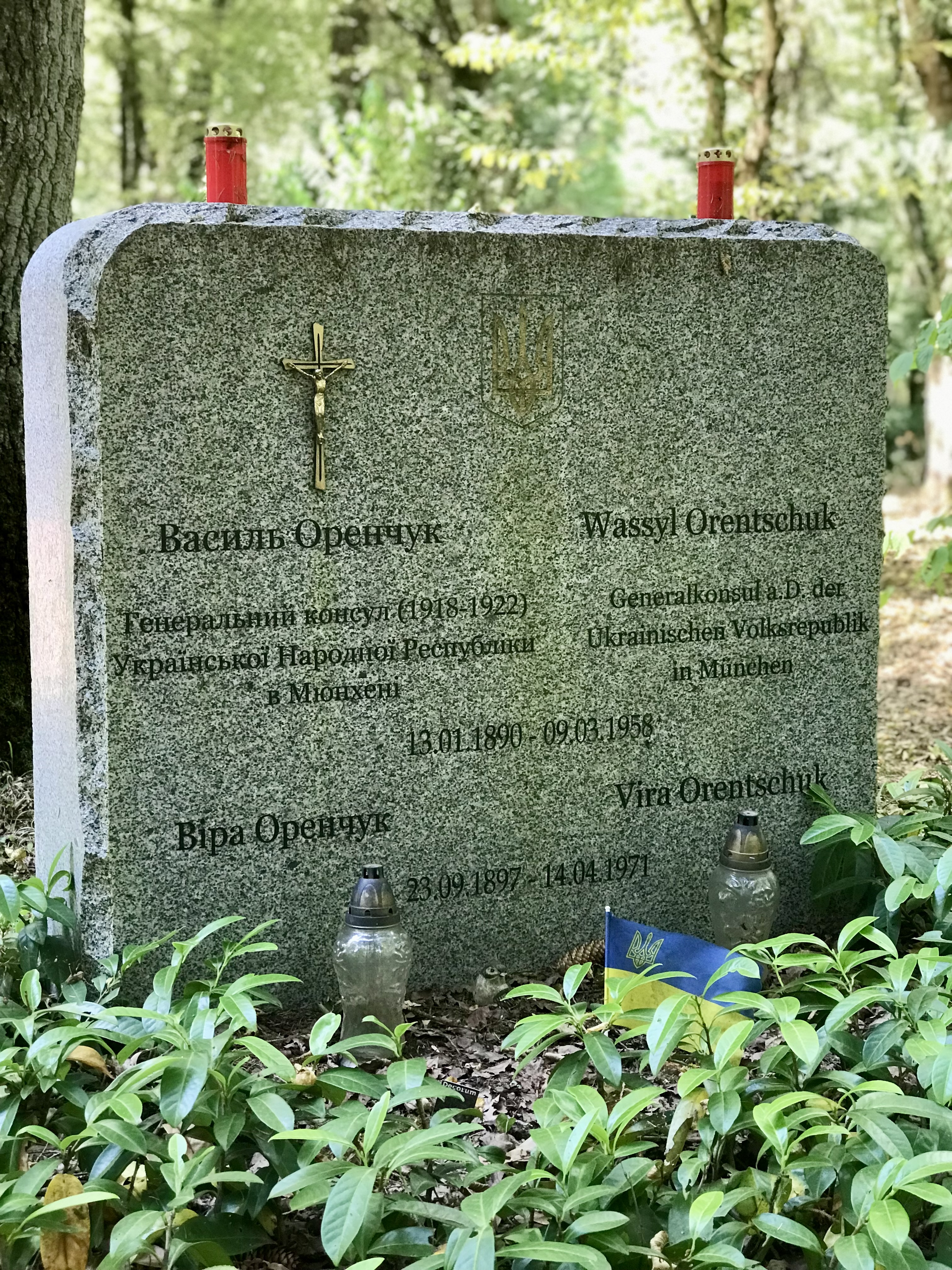
Могила Василя Оренчука та його дружини Віри на цвинтарі Вальдфрідгоф в Мюнхені

Василь Якович Оренчук (13 січня 1890, Стоянів — 9 березня 1958, Мюнхен) — український дипломат, політичний діяч, публіцист. Генеральний консул Української Держави та Української Народної Республіки в Мюнхені (1918—1921).

## Життєпис
Народився 13 січня 1890 році в містечку Стоянів. Закінчив юридичний факультет Віденського університету, доктор права. У 1917 році переїхав до Києва. 9 грудня 1917 року почав працювати урядовцем в канцелярії Генерального секретарства міжнаціональних справ УНР. З 28 грудня 1917 року помічник діловода Генерального секретарства міжнародних справ. З 29 березня 1918 року — очолив юридичний відділ Генерального секретарства міжнародних справ УНР. Виконував обов'язки віце-директора загального департаменту Міністерства закордонних справ Української Держави. 1 червня 1918 року очолив юридичний відділ МЗС Української Держави. З 30 вересня 1918 року працював директором загального департаменту Міністерства закордонних справ Української Держави.
15 листопада 1918 року був призначений на посаду консула в Баварії.
30 грудня 1918 року здійснює свій перший офіційний візит до прем'єр-міністра Баварії Курта Айснера, після чого український консул отримує екзекватуру. Компетенція консульства поширюється на тодішні землі Баварія, Вюртемберг та Баден. За часів Директорії Василь Оренчук продовжує свою діяльність. Серед консульського корпусу здобуває повагу та визнання. Виступає з доповідями про Україну та має низку публікації у німецькій пресі.
Рішенням МЗС УНР 1 квітня 1919 року консульство в Баварії було перейменовано на Генеральне консульство в Мюнхені (Баварія).
З 1923 року залишався в Мюнхені. Опікувався Українським вільним університетом.
Похований Василь Оренчук на цвинтарі «Вальдфрідгоф» у Мюнхені.

## Вшанування пам'яті
У 2018 році в Мюнхені на будинку за адресою Ainmillerstraße 35 встановлено меморіальну таблицю з написами німецькою та українською мовами «У 1919—1923 рр. у цій будівлі містилося Консульство Української Народної Республіки під керівництвом Василя Оренчука».